# Портедж-Дес-Сіу (Міссурі)
Портедж-Дес-Сіу (англ. Portage Des Sioux) — місто (англ. city) в США, в окрузі Сент-Чарлз штату Міссурі. Населення — 335 осіб (2020).

## Географія
Портедж-Дес-Сіу розташований за координатами 38°55′44″ пн. ш. 90°20′34″ зх. д. / 38.92889° пн. ш. 90.34278° зх. д. (38.928841, -90.342755).  За даними Бюро перепису населення США в 2010 році місто мало площу 1,37 км², з яких 1,15 км² — суходіл та 0,22 км² — водойми. В 2017 році площа становила 1,58 км², з яких 1,36 км² — суходіл та 0,22 км² — водойми.

## Демографія
Згідно з переписом 2010 року, у місті мешкало 328 осіб у 136 домогосподарствах у складі 90 родин. Густота населення становила 240 осіб/км².  Було 166 помешкань (121/км²).
Расовий склад населення:
| - 98,5 % — білих |

До двох чи більше рас належало 0,9 %. Частка іспаномовних становила 1,8 % від усіх жителів.
За віковим діапазоном населення розподілялося таким чином: 22,0 % — особи молодші 18 років, 67,6 % — особи у віці 18—64 років, 10,4 % — особи у віці 65 років та старші. Медіана віку мешканця становила 44,3 року. На 100 осіб жіночої статі у місті припадало 105,0 чоловіків;  на 100 жінок у віці від 18 років та старших — 108,1 чоловіків також старших 18 років.
Середній дохід на одне домашнє господарство  становив 54 243 долари США (медіана — 48 750), а середній дохід на одну сім'ю — 60 331 долар (медіана — 62 917). Медіана доходів становила 46 250 доларів для чоловіків та 31 538 доларів для жінок. За межею бідності перебувало 21,3 % осіб, у тому числі 37,4 % дітей у віці до 18 років та 12,7 % осіб у віці 65 років та старших.
Цивільне працевлаштоване населення становило 167 осіб. Основні галузі зайнятості: освіта, охорона здоров'я та соціальна допомога — 19,2 %, будівництво — 13,2 %, мистецтво, розваги та відпочинок — 11,4 %.